# Джоанна Стінгрей
Джоанна Стінгрей (3 липня 1960 в Лос-Анджелесі, Каліфорнія, як Джоанна Філдз (Joanna Fields) — американська співачка, акторка, музична продюсерка та громадська діячка, одна зі значущих персон і популяризаторок радянської та пострадянської рок-культури на Заході, великий друг ленінградських рок-музикантів. Займалася записом і випуском пісень радянських рок-гуртів. Спродюсувала збірку «Red Wave». Пізніше зробила в Росії успішну соло-кар'єру, але через 10 років після своєї зустрічі з радянським роком все ж повернулась до США.

## Біографія
Мати Джоани була танцюристкою у відомому нью-йоркському гурті «Роккет». Кілька разів знімалась у фільмах: наприклад, грала оркестрантку в фільмі «В джазі лише дівчата». Покинула сцену, одружившись та народивши трьох дочок. Батько був музикантом, грав на трубі.
Виросла в престижному районі Беверлі-Гіллз, хоча її сім'я не належала до фінансової еліти чи шоу-бізнесу.
В 1978 році закінчила школу в Беверлі-Гіллз і вступила до університету Південної Каліфорнії (UCLA) на спеціальність «психологія». В університеті почала співати і писати пісні, а в 1983 році на дрібному місцевому лейблі випустила максі-сингл з чотирма своїми роботами.
1981 року подорожувала Китаєм.
Закінчивши навчання в університеті в 1983 році випустила свій перший диск.
Весною 1984 року їй запропонували дешевий тур СРСР. Рок-співачка, що починала кар'єру, вперше опинилася в Ленінграді восени 1984 року (за іншими даними в березні 1984 року вона потрапила в СРСР). Перед вильотом до СРСР чоловік її однокласниці Даяни Стерр, яка до цього часу одружилася з емігрантом з СРСР Андрієм Фалалєєвим, який виріс у Петербурзі і був тісно зв'язаний з петербурзькими музичними колами — і насамперед з «Акваріумом», дав Джоанні Стінгрей номер телефону Бориса Гребенщикова, назвавши того справжньою рок-зіркою в СРСР.
У 1980-х Стінгрей ознайомилась з підпільним радянським ленінградським роком і таємно вивезла на Захід записи його тодішніх зірок.
Наступні два роки вона човниковими поїздками між США і СРСР доставляла своїм новим знайомим платівки, інструменти й різне музичне обладнання, а у зворотньому напрямку таємно вивозила записи самодіяльних петербурзьких гуртів. Згодом Джоанна згадуватиме, що була на гачку КДБ і ЦРУ, оскільки кожна зі сторін підозрювала в ній агентку супротивника. За два роки вона зуміла допомогти музикантам «Кино», «Аквариума», «Дивних ігор» відзняти велику кількість відеоматеріалу і переправити значну кількість архівів петербурзького року до США. Джоанна Стінгрей записала кілька англійських версій ленінградських рок-пісень.
У 1986 році початкуюча американська рок- виконавиця з Беверлі-Хіллз Джоанна Стінгрей приїхала до Радянського Союзу, де записала кілька англомовних версій ленінградських рок-пісень, а потім реалізувала проект подвійного альбому «Червона хвиля» того ж 1986 року в США на фірмі «Біг Тайм Рекордз». У червні 1986 року Стінгрей випустила перший на заході реліз російської рок-музики — подвійну збірку-спліт «Red Wave» («Червона хвиля»), що викликав у світі безперечний фурор (як смілива дівчина зуміла обманути КДБ) і — що найбільш важливо — зсунула з місця якісь коліщата в державній машині СРСР, підштовхнувши його спочатку до часткової, а пізніше й до повної легалізації петербурзького, а за цим і всього радянського року. За іншою інформацією, запис мав більший розголос у самому СРСР, ніж у США, і там радянський рок залишався екзотикою (таку ж участь мав і сольний альбом Бориса Гребенщикова «Radio silence», який був записаний і спродюсований за океаном). Таким чином, очікуваного братання із західним Шоу-бізнесом не відбулося, а концерти іменитих рокерів з СРСР мали там лише діаспорну прописку.
«The Red Wave» містив зроблені на "студії" «АнТроп» записи пітерських гуртів «Аквариум», «Кино», «Странные Игры» та «Алиса». До збірки з хітами цих гуртів увійшло по шість пісень від кожного колективу. Поки світові журналісти за звичкою порівнювали музику з відомими їм аналогами, обговорювали стиль і володіння інструментами, мало вдаючись в соціально-політичний аспект події, — в СРСР, навпаки, комуністична газета «Комсомольська правда» написала розгромну статтю „«Червона хвиля» на мутній воді“, в якій співачку звинувачували в антирадянщині і провокації, після чого висловились й інші видання. Перебудова тільки-но робила перші кроки, і іноземну гостю критикували в радянській пресі за експорт на Захід вітчизняного рок-андеграунду. Після виходу цієї платівки всіх музикантів, які надали Стінгрей свої записи, попросили підписати листа, в якому вони мали зректися всякої співпраці із заокеанським продюсером. Підписав цей лист лише Грєбєнщіков.
Джоана Стінгрей була присутня в Америці на прем'єрі фільму «Игла» ("Голка") — поїхала з Рашидом Нугмановим. Після показу фільму Віктор Цой зіграв з Юрієм Каспаряном короткий концерт.
Стінгрей добилась того, що компанія «Yamaha» подарувала комплект своєї концертної апаратури Ленінгадському Рок-клубу.
У 1986 році їй відмовили в дозволі приїхати в СРСР на власне весілля з Юрієм Каспаряном. Стінгрей півроку чекала візи. Перебування її в Росії прискіпливо відслідковував тижневик «РІО» (директором ленінградського самвидавського журналу був Андрій Бурлака).
Коли 1986 року Джоанна Стінгрей вперше вийшла на сцену — це був концерт у «Палаці Молоді». Віктор Цой співав з нею пісню «Рухайся, рухайся, танцюй зі мною».
2 листопада 1987 Стінгрей одружилася з гітаристом гурту «Кино» Юрієм Каспаряном.
Пізніше розлучилася і полюбила ударника гурту «Центр» Олександра Васильєва, від якого має дочку Медісон.
Спогади Джоанни Стінгрей про Віктора Цоя:
"… те, що Віктор вважав нездійсненним, сталося. Він полетів до Америки. Я чекала цього моменту так довго, що вирішила витратити всі заощаджені гроші, щоб зробити цю його подорож незабутньою. В аеропорт зустрічати їх з Юрою Каспаряном я вирушила у взятому з цієї нагоди напрокат білому лімузині з баром і телевізором. Два тижні ми провели, як діти, насолоджуючись життям. Віктору все дуже подобалося. Ми скакали на конях, каталися на снігомобілях, їздили на океан, були в Лас-Вегасі. Ходили по магазинах і нарешті поїхали в Діснейленд, який сподобався Віктору найбільше. І коли ми гуляли по казковій країні, званій Діснейлендом, він весь час повторював: «Я знову відчуваю себе дитиною …» "
Побувати в Діснейленді було мрією Віктора Цоя. Здійснити цю мрію допомогла Стінгрей.
20 червня 1992 в Лужниках Джоанна Стінгрей брала участь у концерті пам'яті Віктора Цоя разом з Віктором Сологубом (бас-гітара, Странные Игры), Валерієм Виноградовим (гітара, Центр) та Олександром Васильєвим (ударні, Центр).

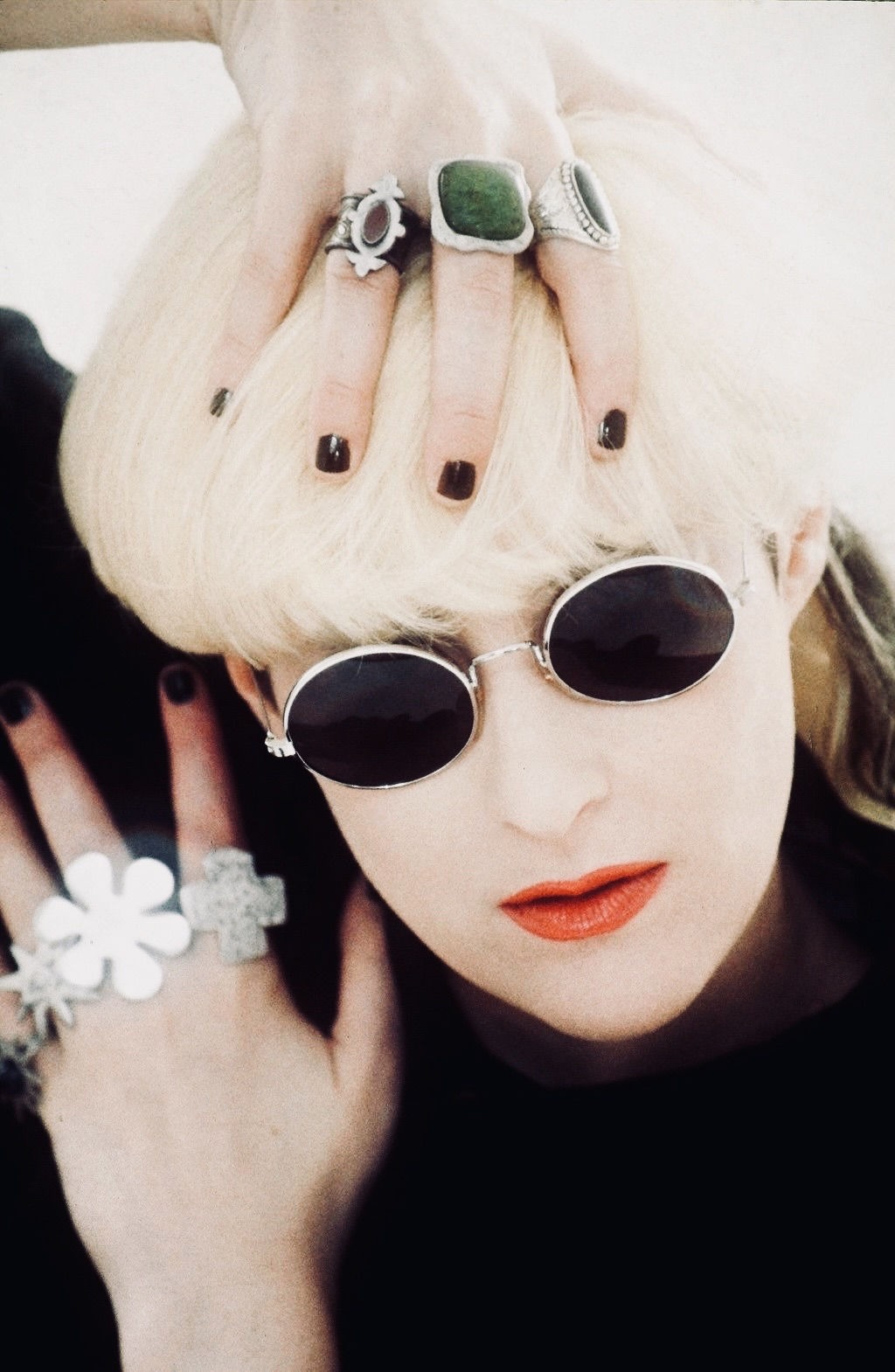
Джоанна Стінгрей в 1993 році

В 1994 році випустила свій черговий альбом «For A Moment». Але економічна ситуація в Росії, бандитські війни й інші атрибути дикого капіталізму згодом змусили Джоанну, яка готувалась до чергового материнства, весною 1996 року повернутись до США.
Джоанна Стінгрей про становище російських жінок у суспільстві:
|                                                       | (...)— У ваших жінок дуже тяжке становище. Якщо американки успішно домагаються рівних з чоловіками прав, то російська жінка цілком підпорядкована чоловікові. Дивиться за дітьми, робить покупки, готує, пере, прибирає — все на її плечах. На мою думку, більшість російських чоловіків жінку не поважають. |
| — уривок з інтерв'ю Джоанни журналу «Смена», 1995 рік | |

Восени 2004 року Джоанна Стінгрей зі своєю дочкою відвідала Росію, зіграла джем в московському клубі «Б2» і організувала коротку зустріч в петербурзькій «Платформі».

### Особисте життя
В 1987–1991 роках одружена з Юрієм Каспаряном — гітаристом гурту «Кино».
Другий шлюб був у 1991 році з російським барабанщиком гурту «Центр» Олександром Васільєвим (помер 17 вересня 2019 року), від якого має дочку Медісон.

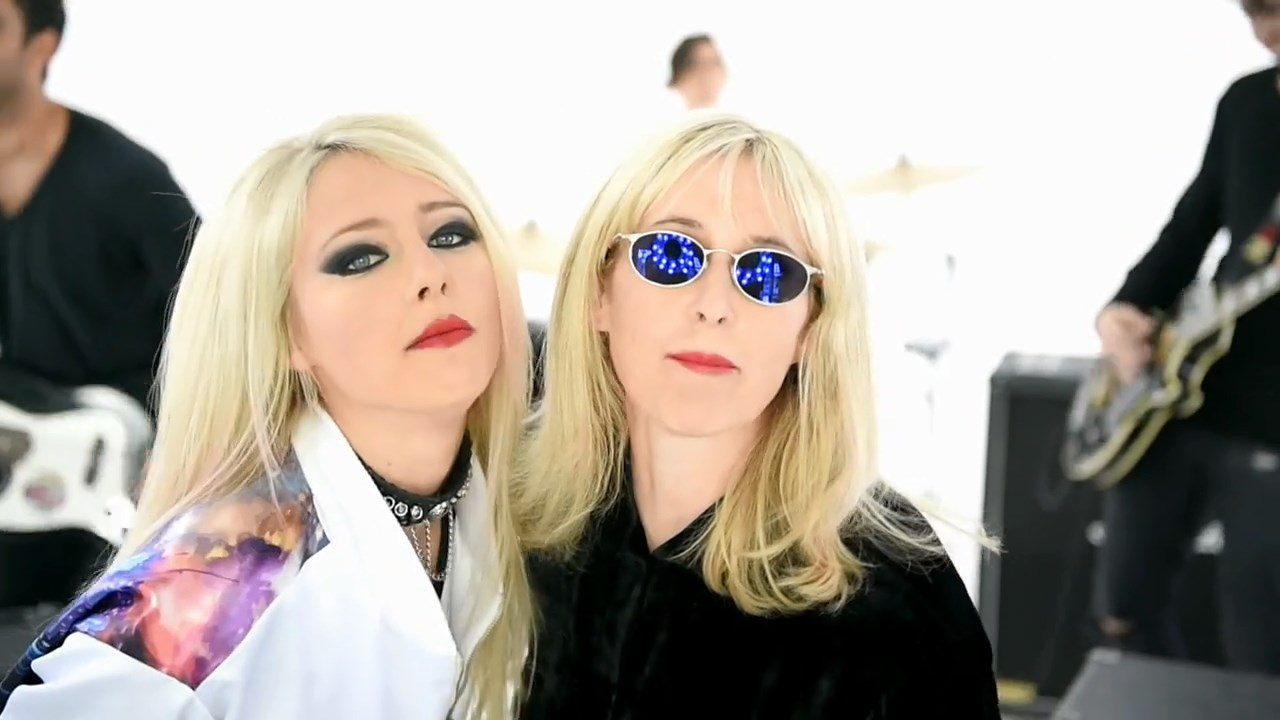
Джоанна Стінгрей (праворуч, в окулярах) з дочкою Медісон. Кадр із кліпу «Don't Come Down On Me» (2016)

Останнім чоловіком Стінгрей є архітектор Річард Бест (Richard Best) з Каліфорнії.

## Дискографія
- Beverly Hills Brat (ЕР 1983)
- Joanna Stingray (1986)
- Thinking Till Monday (1988)
- Walking Through Windows (1991)
- For A Moment (1994)
- Shades Of Yellow (1998)

### Альбом продюсерства Стінгрей
- Red Wave (1986)